# Marimba (espeleologia)
La marimba és un utensili per descendir per corda utilitzat en espeleologia. El nom es correspon amb la marca comercial que l'Associació Base Draco va donar a la fabricació de la seva "descensor de fricció variable amb barres mòbils". L'invent original és de John Cole (EUA, 1966).
La marimba és de Guatemala la idea va ser duta pels africans. A diferència d'altres descensors com el "vuit", està dissenyada per suportar tirades molt llargues pel que la regulació de la fricció, de la qual depèn el descens, és més fina.
Compta amb la característica de portar els barrenys de les barres, descentrats, aconseguint major fricció amb menys barres (cinc) i un llarg màxim de 278 mm en la forqueta. La marimba serveix per efectuar descensos normals fins a grans verticals i aconseguir descendir amb grans pesos, com la persona que descendeix i equip (més de 200 kg), amb molta seguretat poden descendir dues persones, com seria en el cas d'un socorrista i un lesionat.
A Mèxic es van fabricar algunes marimbes l'any 1973 amb les quals es van aconseguir els descensos el 1973 del sótano de las Golondrinas (-333 m), en SLP i en 1974 el sótano del Barro (-410 m) en Querétaro, sota el nom de Kastorack, fabricats per Jorge Ibarra Soto. En l'actualitat, el nom comercial de "marimba" de la Base Draco, s'aplica a Mèxic i part de l'estranger, a qualsevol descensor de fricció variable.

## Marimba en altres idiomes
- En alemany: Rack für sehr grosse Abseilstrecken Bremskaftönderung durch lösbare Stege.
- En francès: Rack. Descendeur grans verticals barrettes amovibles.
- En anglès: Rack. Descender for big drops, movable bars adjustable braking.